# Hesperoconopa acutistyla
Hesperoconopa acutistyla là một loài ruồi trong họ Limoniidae. Chúng phân bố ở miền Cổ bắc.